# Silence: Lectures and Writings
Silence: Lectures and Writings (Silence – přednášky a texty) je první kniha amerického hudebního skladatele Johna Cage, poprvé vydaná v říjnu 1961 nakladatelstvím Wesleyan University Press. Obsahuje eseje a přednášky z let 1939 až 1961. Zaměřuje se na experimentální hudbu, její historii, budoucnost a představitele (Erik Satie, Edgard Varèse), ale také výtvarné umění (Robert Rauschenberg) a tanec; v závěrečné kapitole zkoumá souvislosti mezi hudbou a houbami.
Český překlad knihy od Jaroslava Šťastného, Radoslava Tejkala a Matěje Kratochvíla vyšel v roce 2010 v pražském nakladatelství Tranzit. Vzhledem k mnohoznačnosti originálního názvu knihy Silence (ticho, mlčení, pomlka) vyšla i v češtině pod anglickým titulem. Podobně německý překlad, který pořídili básníci Ernst Jandl a Helmut Heißenbüttel, poprvé vydaný v roce 1969, rovněž vyšel pod anglickým titulem.

## Obsah
Obsah českého vydání knihy:
1. Předmluva
2. Manifest
3. Budoucnost hudby: Credo
4. Experimentální hudba
5. Experimentální hudba: Nauka
6. Kompozice jako proces
  1. Změny
  2. Neurčenost
  3. Komunikace
7. Kompozice
  1. Popis kompozičního procesu použitého v Music of Changes a v Imaginary Landscape No. 4
  2. Popis kompozičního procesu použitého v Music for Piano 21–52
8. Předchůdci moderní hudby
9. Dějiny experimentální hudby ve Spojených státech
10. Erik Satie
11. Edgard Varèse
12. Čtyři úvahy o tanci
  1. Cíl: Nová hudba, nový tanec
  2. Ladnost a srozumitelnost
  3. V těchto dnech
  4. 2 strany, 122 slov o hudbě a tanci
13. Robert Rauschenberg, umělec a jeho dílo
14. Přednáška o ničem
15. Přednáška o něčem
16. 45´ pro recitátora
17. Kam jdeme? a co děláme?
18. Neurčenost
19. Houbařský průvodce pro milovníky hudby